# Pannon-tenger
A Pannon-tenger egy ősi tó volt nagyjából a mai Kárpát-medence területén a miocén végén és pliocén korszakokban. Fennállása során 3-4 km vastagságú üledékrétegek halmozódtak fel a fenekén.

## Története
A Pannon-tenger a Tethys-óceán medencéjének feldarabolódása során jött létre. A miocén elején az északi kapcsolatokat az Alpok és Kárpátok kiemelkedése szüntette meg, akkor egy Eoparatethys állapoton keresztül alakult ki a Paratethys. Ez már beltenger jellegű, zártabb öblei helyenként kevesebb sót tartalmaztak (csökkentsósvizűek voltak). A déli kapcsolat megszűnésével, a Dinaridák teljes kiemelkedésével, nagyjából a miocén utolsó szakasza, a szarmata emelet és a pliocén eleje, a pannóniai emelet idején jött létre egy már lefolyástalan medenceként a Pannon-tenger.
A Pannon-tenger mintegy 9 millió éven át létezett. Legnagyobb kiterjedése idején a Bécsi-medencétől a mai Szerbia déli részéig terjedt. Eleinte összeköttetésben állt a mai Bajorország helyén található tengerrel, valamint az Égei-tenger és az Adriai-tenger elődeivel is. A Bakony, a Mecsek, a Tarcal-hegység és más hegységek szigetként emelkedtek ki belőle.
A világtengerekről történt teljes lefűződés során fokozatosan édesvizűvé vált, és óriási tó, majd kisebb tavakból álló tóvidék formáját öltötte. A messinai sókrízis idején maradvány vízfelületet alkotott. Utolsó maradványai a térszín emelkedése és a folyók feltöltése miatt a pleisztocén derekán, mintegy 600 000 éve tűntek el. A feltöltődés addig folytatódott, amíg a víztömeg a mai Vaskapu-szoroson keresztül lefolyást nem talált, átadva a helyet a Magyarország vízrajzát később meghatározó ősfolyóknak.